# Wiktor Karczewski
Wiktor Adam Karczewski (ur. 17 listopada 1895 w Chełmcach, zm. 6 października 1923 w Zatoce Puckiej) – kapitan obserwator Wojska Polskiego, kawaler Orderu Virtuti Militari.

## Życiorys
Urodził się w rodzinie Adama i Salomei z Zielińskich. Ukończył szkołę rolniczą w Szamotułach. 16 czerwca 1915 został powołany do służby w armii niemieckiej i przydzielony do 2 batalionu saperów w Szczecinie. W listopadzie tego roku, po przeszkoleniu, został wysłany na front zachodni, do 248. kompanii saperów. Na przełomie 1917 i 1918 został przydzielony do lotnictwa niemieckiego, gdzie do końca działań wojennych przechodził szkolenia w Hable, Toruniu i Asch jako obserwator lotniczy.
Po zakończeniu działań wojennych powrócił do Polski w końcu 1918. 5 stycznia 1919 przyjęty został do Armii Wielkopolskiej. Po miesięcznej służbie w piechocie został przeniesiony do lotnictwa i 17 lutego przydzielony do 1 eskadry wielkopolskiej. W marcu wyruszył na front w okolice Przemyśla. 10 maja, w załodze z plut. pil. Kazimierzem Burzyńskim, zbombardował dworzec kolejowy Szczerzec oraz wykonał 12 zdjęć ukraińskich okopów. 
19 września, w załodze z por. pil. Teofilem Krzywikiem, zbombardował dworzec w Żłobinie. Na skutek ich ataku udało się zablokować linie kolejowe w tym rejonie. 27 września 1919, również w załodze z por. pil. Teofilem Krzywikiem, został zestrzelony i zmuszony do lądowania na terenie opanowanym przez Rosjan. Po wymontowaniu karabinu, ostrzeliwując się nim dociera do polskich pozycji. Po zorganizowaniu patrolu wyruszył w celu odzyskania samolotu, który jednak okazał się zniszczony. Wymontowano tylko silnik i zbiornik paliwa, odzyskane części udało się przetransportować na stronę polską. 15 grudnia po raz drugi zmuszony był do lądowania na terytorium wroga. Udało mu się uciec i ponownie przedrzeć do polskich pozycji. Kosztowało go to odmrożenie i amputację palców u nóg. Za odwagę i nieustępliwość w walce z bolszewikami został odznaczony Krzyżem Srebrnym Virtuti Militari.
3 maja 1922 roku został zweryfikowany w stopniu kapitana ze starszeństwem z 1 czerwca 1919 roku i 69. lokatą w korpusie oficerów aeronautycznych. 1 września 1922 przeniesiony został z 1 do 3 pułku lotniczego w Poznaniu z równoczesnym przydziałem do Oficerskiej Szkoły Obserwatorów Lotniczych w Toruniu w charakterze wykładowcy. W 1923 pełnił służbę w Morskim dywizjonie lotniczym w Pucku. 6 października 1923 podczas lotu nad Zatoką Pucką kadłub jednego z testowanych samolotów Macchi M.9 przełamał się na pół i spadł do morza. W wyniku tej katastrofy zginęła załoga samolotu: kpt. obs. Wiktor Karczewski i por. pil. Ludwik Patalas.

## Ordery i odznaczenia
Za swą służbę został odznaczony:
- Krzyżem Srebrnym Orderu Wojskowego Virtuti Militari nr 3022 – 8 kwietnia 1921[10][11]
- Krzyżem Walecznych[12]
- Polową Odznaką Obserwatora – pośmiertnie 11 listopada 1928 roku „za loty bojowe nad nieprzyjacielem w czasie wojny 1918-1920”[13]